# Amphizoa lecontei
Amphizoa lecontei (лат.) — вид жесткокрылых насекомых из семейства Амфизоиды.

## Распространение
Встречаются на западе Северной Америки, особенно в Скалистых горах. В Канаде отмечен в Альберте, Британской Колумбии и Юконе, а в США от штата Вашингтон до Аризоны, Невады и Нью-Мексико.

## Описание
Водные жуки. Длина взрослых особей 12,2—14,0 мм у самок и 11,7—12,7 мм у самцов. Их надкрылья имеют отчётливый киль на пятом участке-интервале. Представители этого вида встречаются в прохладных или холодных, медленных или быстрых ручьях. Они чаще встречаются на участках с медленным течением воды и ручьях с менее крутым падением воды. Англоязычное название: Trout-stream beetle. Вид был впервые описан в 1872 году британским энтомологом Эндрю Мэттьюсом по типовому материалу с острова Ванкувер в Британской Колумбии. Описанные позднее два таксона оказались синонимами: Amphizoa planata Van Dyke, 1927 и Amphizoa carinata Edwards, 1951.